# 키누가와 리카
키누가와 리카(일본어: 衣川 里佳 きぬがわ りか[*], 1993년 12월 17일 ~ )는 일본의 성우. 도쿄도 출신. FIRST WIND production 소속.